# Enoplognatha serratosignata
Enoplognatha serratosignata är en spindelart som först beskrevs av Ludwig Carl Christian Koch 1879.  Enoplognatha serratosignata ingår i släktet Enoplognatha och familjen klotspindlar. Inga underarter finns listade i Catalogue of Life.